# ブリスリントン
ブリスリントン（英語: Brislington）は、イギリス・ブリストル市内の南東部にある地域。ブリストルの郊外に所在し、バースから16キロメートル (9.9 mi) の位置に所在する。ブリスリントン・ブルックがナイチンゲール・バレーの森林と西ブリスリントンの中心部地域を流れている。西ブリスリントンには以前までバースロード沿いに ITVウェールズ&ウェストのウェストスタジオが所在していたが、それに隣接し、歴史の深いアーノス・ベール墓地が新聞社や地方行政が行った長年の活動を起点とした修復作業の一環で移設された。

## 歴史
ブリスリントンの小教区は代々サマセット州のケインシャムハンドレッドの一部として属していた。
ブリスリントンは12世紀後半から16世紀半ばまでブリスリントンの荘園を領有していたド・ラ・ワー卿の一族が建立したセント・アンズ・イン・ザ・ウッドの礼拝堂（実際にはセント・アンズにある）があった場所に近く、15世紀には礼拝堂はヘンリー7世の巡礼地となった。修道院解散により礼拝堂が取り壊された後、17世紀半ばにトマス・アモリーが跡地に「セント・アンズ」と呼ばれる家を建設した。18世紀から19世紀の間、ブリスリントンは絵画のように美しい村落として知られ、多くの別荘が存在した。また、色鮮やかな焼き物のイングリッシュデルフト焼の製造拠点として知名度を有している。
ブリスリントンハウス（現在、Long Fox Manor として知られている）は精神疾患者用の民間の精神病院として建設された。1806年の開館当時、イギリス初の精神病棟として使用されていた。パッラーディオ建築調であるこの建物は、もともと7つの病棟に分かれていて、患者は社会階級ごとに振り分けられた。エドワード・ロング・フォックスによって設計された建物、土地、治療体制は、当時流行していた道徳的治療の原則に基づいて考えられた。ブリスリントン・ハウスはその後他の精神病院の設計や建設に影響を与え、イギリス議会の法律にも影響を与えた。現在では精神病院の邸宅やその敷地内は個人用の住宅に転用されている指定建造物である。当初の敷地では歴史的公園・庭園登録簿にはグレード II* として登録されており、現在はセント・ブレンダン・シックス・フォーム・カレッジ、運動場及び農地の一部も追加された。また、リスク登録遺産にも登録されている。
1866年、ブリスリントンは行政区域に昇格された。20世紀初頭にはブリストル単一自治体に吸収され、都市部の住宅地や産業が多く発展した。1933年、ブリストル行政教区は廃止され、ブリストル行政教区に合併された。

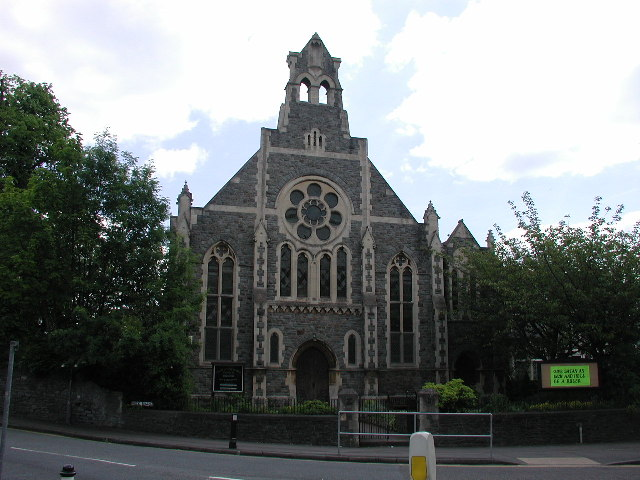
連合改革派教会

ブリスリントンに所在する教会は15世紀に建設され、1766年にビルビー家のトーマス・ビルビーによって製作された鐘が現存するセント・ルークス教会、セント・カスバーツ教会、カーメルクリスチャンセンター協会、セント・クリストファー教会、連合改革派教会が存在する。
ブリストル・アンド・ノース・サマーセット鉄道（後のグレート・ウェスタン・レールウェイ）はブリスリントン駅が設置され、都市部とサマセット炭田の町々を結んでいた。1873年に営業を開始したが、1959年に旅客輸送が廃止され、1960年代半ばには貨物輸送も廃止された。
21世紀初頭には、ブリスリントンに所在したペイントワークス社の土地は、スタジオやオフィス、住宅地に転用され、現在では芸術やメディア関連の組織が入居している。

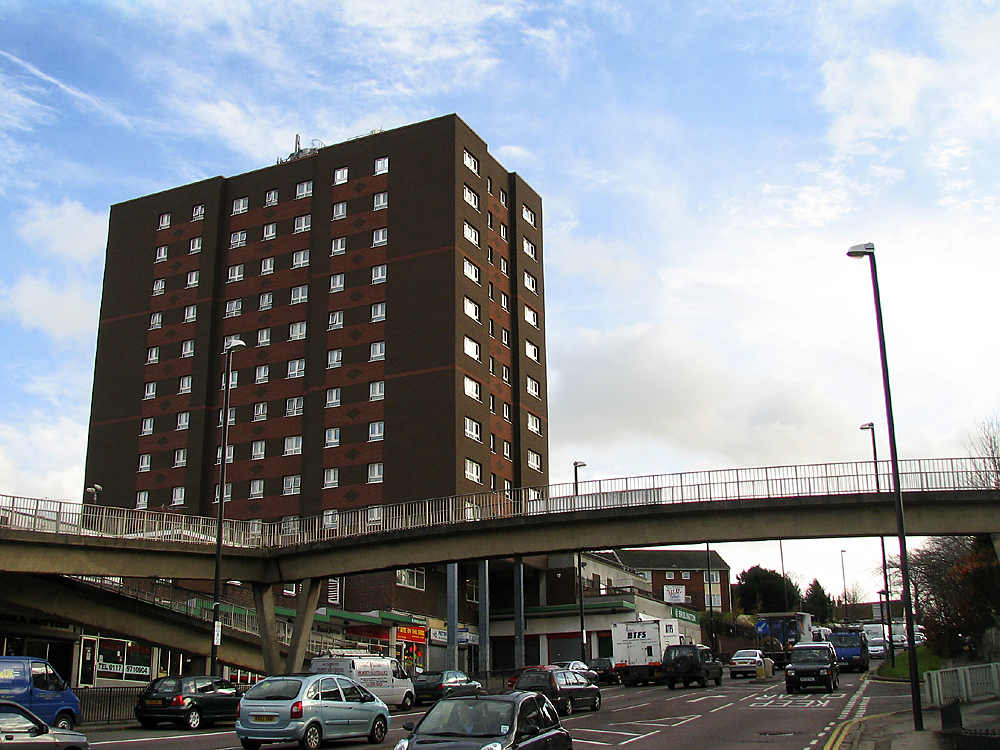
ブリストルのブリスリントン丘陵東側の景色

## 教育

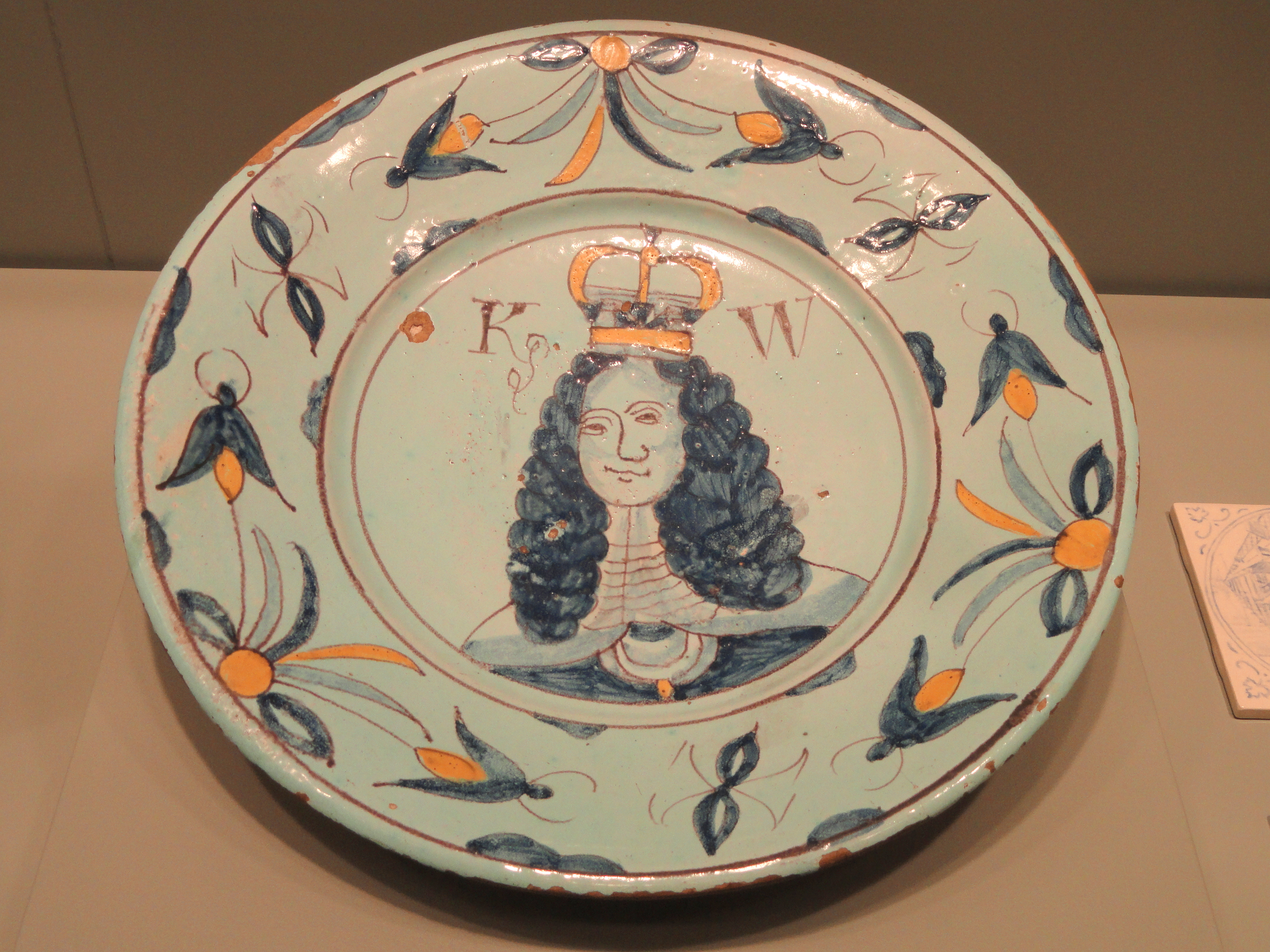
ウィリアム3世を記念した1689-1702年頃作成のブリスリントン製、錫釉磁器の皿(イングリッシュデルフト)

ブリスリントンには、ブリストルに3校あるシティラーニングセンターの CLC-ブリスリントン校が所在し、情報通信技術を活用した教育・学習が行われている。
ブリスリントンに所在する学校は、セント・ブレンダン・シックス・フォーム・カレッジ、ホーリーミード中学校、ブルームヒル中学校・幼稚園、ウエストタウンレーン小学校、自治体運営のオアシス・アカデミー・ブリスリントンがある。

## スポーツと行楽
ブリスリントンには、アイアンモールド・レーンを拠点とするノンリーグサッカークラブのブリストンF.C.と、イングランドラグビーユニオンシステムの5部リーグであるサウスウェストプレミアに所属するオールド・レッドクリフィアンズラグビーユニオンクラブが所在する。また、リハーサルスタジオ「Firebird Studios」はエメリーロードに所在し、子供向け音楽教室「Saturday Music Club」の本拠地でもある。